# Elizabeth Bennet
Pour les articles homonymes, voir Bennet.
Vous lisez un « article de qualité » labellisé en 2010.  Il fait partie d'un « thème de qualité ».
Miss Elizabeth Bennet est un personnage de fiction créé par la romancière anglaise Jane Austen, protagoniste de son roman le plus connu et le plus apprécié, Pride and Prejudice (Orgueil et Préjugés), paru en 1813. Elizabeth Bennet est parfois appelée Miss Eliza ou Eliza par ses connaissances, mais toujours Lizzy par sa famille.
Deuxième d'une famille de cinq filles, affligée d'une mère sotte et d'un père qui se dérobe à ses responsabilités, Elizabeth Bennet est gaie, belle (pretty), intelligente et spirituelle. Elle observe d'un œil ironique la société étriquée et conformiste dans laquelle elle vit, celle de la petite gentry campagnarde de l'Angleterre georgienne. Alors qu'à cette époque et dans son milieu le mariage arrangé est encore la norme pour une femme de la bonne société, elle ne peut envisager pour elle-même, malgré son manque de fortune, qu'un mariage d'amour. Sa forte personnalité, son caractère indépendant, son intransigeance lui font commettre des erreurs, mais elle est déterminée à construire son bonheur : après avoir reconnu la fausseté de ses premières impressions, à l'origine du préjugé qu'elle a développé à l'encontre du riche et orgueilleux Mr Darcy dont elle a repoussé avec colère la première demande en mariage, elle trouve finalement l'amour en même temps que la sécurité financière.
Elle est généralement considérée comme l'« héroïne la plus admirable et la plus attachante » de Jane Austen, et l'un des personnages féminins les plus populaires de toute la littérature britannique.

## Genèse du personnage
Comme on le sait par sa correspondance, Jane Austen appartenait à une famille « grande lectrice de romans, et nullement honteuse de l'être ». Parmi ce qu'on lisait et relisait à haute voix au cours des soirées au presbytère de Steventon, il y avait ces romans à la mode à la fin du  XVIIIe siècle où l'héroïne, jeune, belle, intelligente, cultivée, est victime de l'étroitesse d'esprit de son entourage, comme Cecilia (1782) ou Evelina (1778), deux personnages de Fanny Burney, ou pauvre et humiliée comme la vertueuse et toujours célèbre Pamela (1740) de Samuel Richardson. Les œuvres de Jane Austen abondent en allusions plus ou moins voilées et en références à ses nombreuses lectures.

### Modèles pour l'intrigue
Ainsi, certaines des situations qu'elle fait vivre à son Elizabeth évoquent, ou parodient, l'intrigue de l'un ou l'autre de ces romans. De même que la naïve Cecilia est charmée par ses conversations avec « ce vieil ami de la famille », Mr Monckton, à qui elle fait entièrement confiance, Elizabeth est séduite par « ce vaurien de Wickham » (qui emprunte aussi des traits de caractère et, en partie, son comportement aux deux personnages d'Henry Fielding Tom Jones et Blifil). Comme Cecilia encore, elle est blessée par l'arrogance de l'homme qui dit l'aimer « ardemment » : la première demande en mariage de Darcy rappelle la scène dans laquelle Mortimer Delvile, déchiré entre le devoir et l'amour, expose minutieusement à Cecilia son débat intérieur et lui explique qu'il ne peut la demander en mariage, car sa situation « lui interdit d'aspirer à elle, sauf à commettre un acte qui le dégraderait pour toujours, lui et sa famille ».
Comme Pamela, elle pousse, par sa résistance, l'homme qui veut l'épouser à amender son comportement, et subit l'ire d'une Lady Catherine qui ressemble beaucoup à l'arrogante Lady Davers. Comme Evelina, qui a le triste privilège d'apprendre les commentaires désobligeants de Lord Orville (pourtant amoureux d'elle) à son égard, elle entend la blessante remarque de Darcy à Meryton, à l'origine de son antipathie, mais est finalement « récompensée par un mariage qui lui apporte la sécurité financière et affective avec un prince charmant moderne ».

### Cecilia Beverley

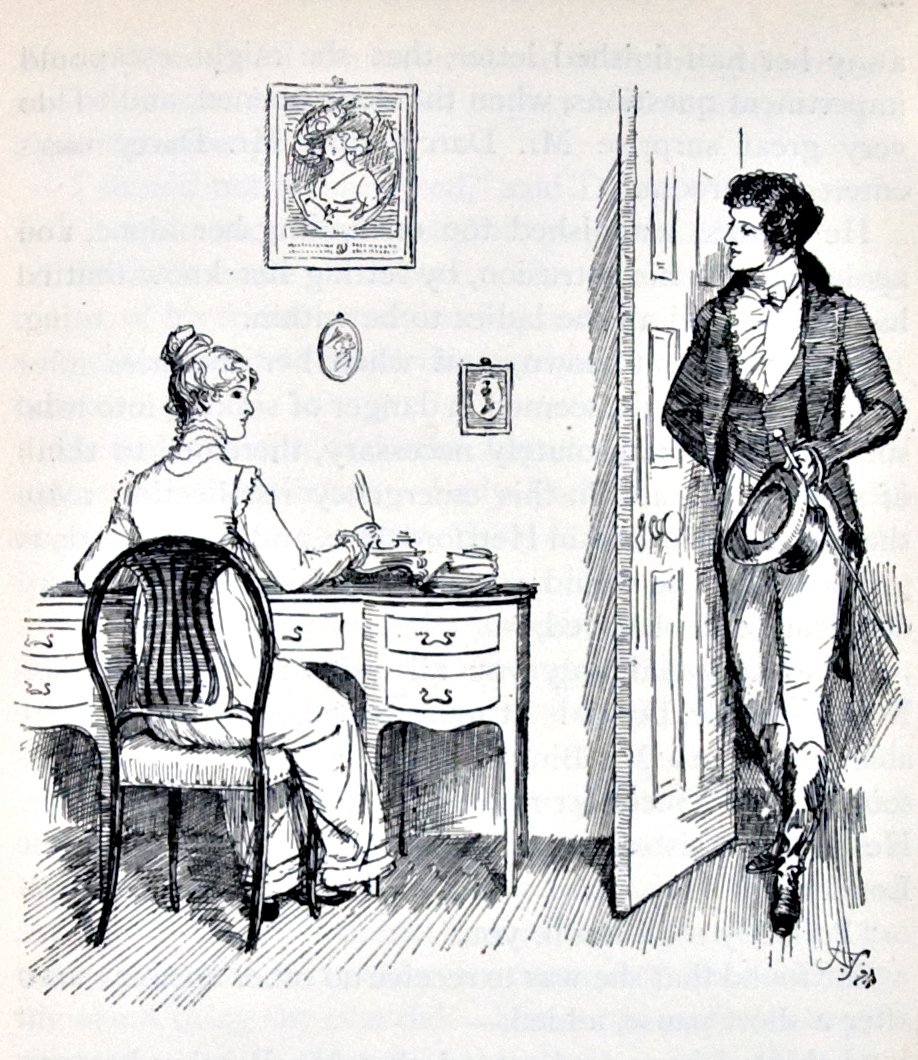
Mr Darcy, arrivant à Hunsford, semble surpris de trouver Elizabeth seule (Hugh Thomson, 1894)

Elizabeth Bennet doit certains de ses traits de caractère à Cecilia Beverley, le personnage éponyme d'un roman de Fanny Burney. Comme Elizabeth, Cecilia est âgée de presque vingt-et-un ans. Elle est « franche et enjouée », aspire à un « bonheur domestique » et aime les plaisirs calmes comme la lecture, « cette très riche, très haute et très noble source de plaisir intellectuel », puisqu'il lui est impossible d'avoir des conversations intelligentes dans le tourbillon de la vie superficielle des salons. Elle cherche à conduire sa vie de manière sage et vertueuse, en opposition avec la société mondaine qu'elle est obligée de fréquenter et dans laquelle les comportements sont avant tout dictés par le souci des apparences. Enfin Cecilia subit le poids d'une autorité patriarcale dépeinte de façon satirique par Fanny Burney, qui réduit le rôle des femmes à celui de marionnettes sans cervelle sur le marché du mariage : « Les hommes ne connaissent rien de nous avant le mariage, sinon comment nous dansons le menuet ou jouons de la harpe », soupire-t-elle.
Des différences notables se manifestent en revanche dans le comportement des protagonistes. Tandis que Cecilia a tendance à se résigner dans une histoire d'amour à la fois romantique et fertile en rebondissements douloureux, Elizabeth Bennet fait preuve de force de caractère et de vitalité. Alors que Mortimer Delvile se montre longtemps imprévisible, hésitant puis jaloux, et ne finit que tardivement par soutenir Cecilia en l'épousant secrètement, Darcy évolue au contraire de manière courageuse et déterminée.

### À la croisée des idées
L'époque où s'ébauche le roman, entre octobre 1796 et août 1797, est aussi une période d'intenses débats d'idées entre « jacobins » et « anti-jacobins » (Conservateurs), et le personnage d'Elizabeth possède les aspirations « féministes » d'une Mary Wollstonecraft, qui considère les femmes comme des « créatures rationnelles » et réclame pour elles le droit à l'éducation et à une certaine émancipation. Mais l'Angleterre est continuellement en guerre contre la France, et les idées conservatrices d'Edmund Burke, farouche opposant aux idées révolutionnaires, y gagnent progressivement du terrain. Les ouvrages conservateurs et didactiques, comme ceux de Jane West ou Elizabeth Hamilton, réaffirment un idéal féminin domestique et vertueux. Dans leurs romans, l'héroïne, trop sûre d'elle et de ses capacités à prendre ses décisions de façon indépendante, doit tirer les leçons de ses erreurs, mais de façon souvent dramatique, voire tragique.
Au moment où Jane Austen s'apprête à faire publier Orgueil et Préjugés, ce sont les idées de la moraliste Hannah More qui prévalent. Elle avait écrit en 1799 dans Strictures on the Modern System of Female Education que le bonheur, pour les femmes, qui « ne devaient pas se départir de la délicatesse de leur sexe », ni « déroger à la dignité de leur rang », s'obtenait par l'humilité et la retenue : « il est de la dernière importance pour leur bonheur qu'elles apprennent très tôt la soumission et la patience ». Le « délicieux » personnage d'Elizabeth, avec son heureux caractère et son appétit de bonheur, apporte la réponse de Jane Austen à ce débat d'idées.

## Portrait
Pour un article plus général, voir Orgueil et Préjugés.
Elizabeth Bennet est la seconde des cinq filles de Mr et Mrs Bennet. Au début du roman, elle n'a pas encore vingt-et-un ans, comme elle le dit à Lady Catherine.

### Situation familiale et caractère

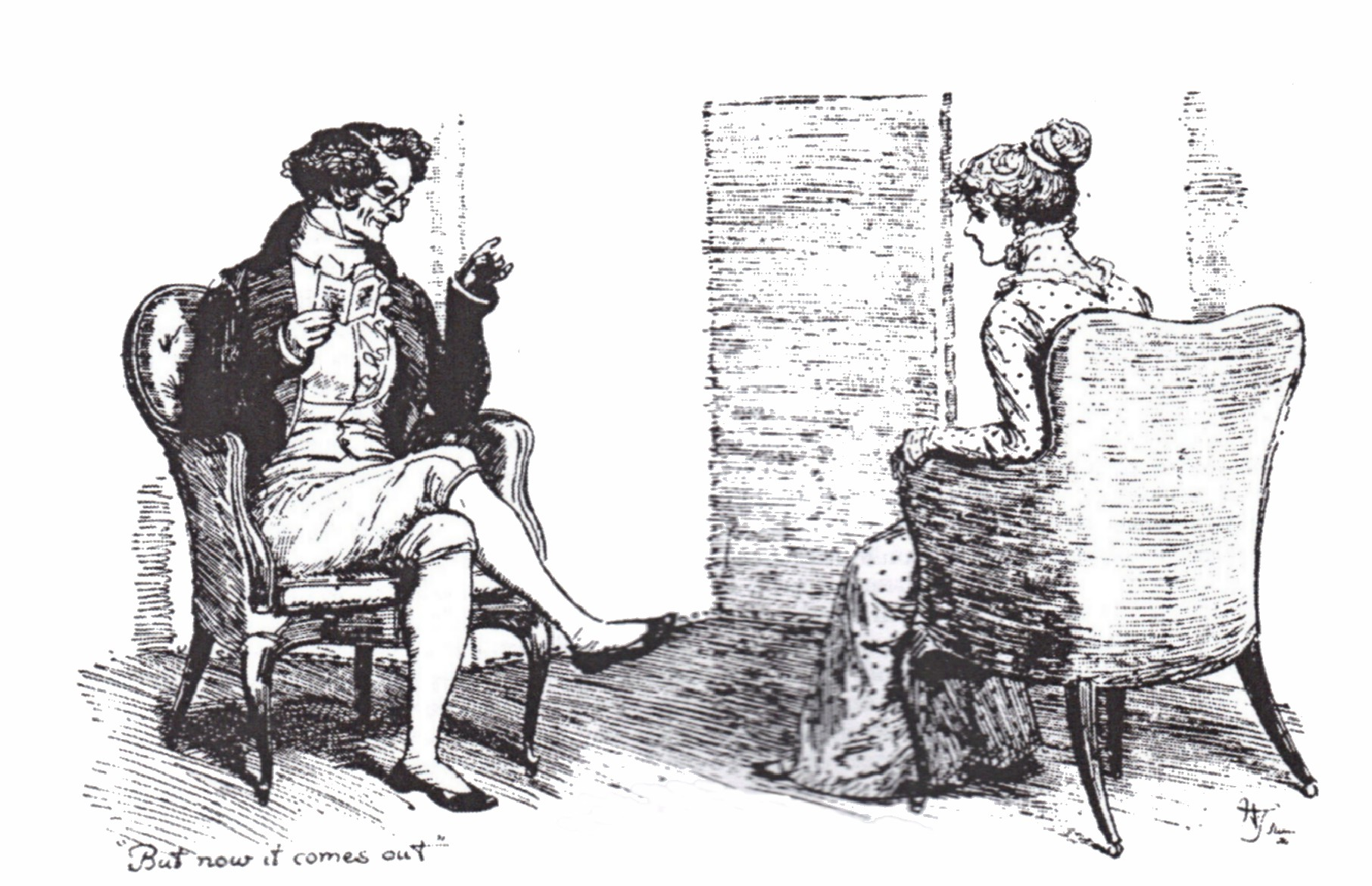
Elizabeth est la préférée de son père qui apprécie sa vivacité et son intelligence.

Elle vit à Longbourn, la propriété de son père, membre de la petite gentry provinciale, qui a épousé une jolie femme frivole et sotte, à l'esprit étroit, « séduit par la jeunesse, la beauté et l'apparence d'une heureuse nature », et fréquente la société étriquée et versatile de Meryton. Elle entretient des relations privilégiées avec Charlotte Lucas, la fille intelligente et réfléchie de ses voisins, et sa tante Gardiner, jeune femme « aimable, intelligente et élégante », qui reçoit à Londres les deux filles aînées de la famille Bennet, leur montre une affectueuse sollicitude et leur prodigue des conseils judicieux.
L'auteur donne peu de détails physiques. Si Sir William évoque sa « grande beauté » (« so much beauty »), cela relève du cliché. D'ailleurs sa mère la considère comme « beaucoup moins belle que Jane » ; il est vrai qu'elle « est la moins aimée de ses filles ». Miss Bingley, tout en lui concédant de belles dents, trouve sa peau « épaisse et brune » (« coarse and brown ») lorsqu'elle la revoit à Pemberley, mais elle est jalouse. Mr Darcy a commencé par refuser de la trouver jolie (« pretty »), avant de découvrir que sa physionomie est « rehaussée par la profondeur et l'intelligence de ses yeux sombres », « sa silhouette [est] fine et gracieuse » et « ses manières pleines d'aisance et de gaieté ». Elle se fait aussi remarquer par son énergie : elle marche d'un pas alerte, n'hésite pas à faire trois miles à pied à travers champs, au mépris de la boue et du qu'en-dira-t-on, pour aller réconforter sa sœur malade, a même « l'habitude de courir » et de se promener seule.
Son « goût des promenades solitaires », comme celles qu'elle fait journellement dans le parc de Rosings, montre son amour de la nature, mais révèle aussi un caractère introverti. Bien qu'elle se sente à l'aise en société et aime la conversation, lorsqu'elle est émue ou troublée, elle éprouve le besoin de se retirer dans sa chambre ou dans une allée tranquille, pour lire, réfléchir, faire le point, décider du comportement qu'elle va adopter, voire décider ce qu'elle peut confier à sa sœur aînée, Jane.
Il y a, entre elle et Jane, qui a vingt-trois ans, une affection très grande, un lien quasi viscéral qui n'est pas sans rappeler les étroites relations d'amitié de Jane Austen avec sa sœur Cassandra,. Si Jane assume avec sérieux son rôle d'aînée, Elizabeth partage ses soucis et ses responsabilités, qui sont d'autant plus lourdes que leurs parents n'assument pas suffisamment les leurs. Les deux sœurs échangent souvent leurs points de vue lorsqu'elles sont ensemble, et des lettres lorsqu'elles sont séparées.
Jane est la plus raisonnable, mais Elizabeth est la favorite de son père, qui apprécie sa vivacité d'esprit. L'une et l'autre cependant, par leur discrétion et leurs manières parfaites, font preuve d'une distinction qui manque complètement au reste de la famille Bennet, qualité que même l'exigeant Mr Darcy est obligé de reconnaître dans sa lettre à Elizabeth.

### Relations à autrui

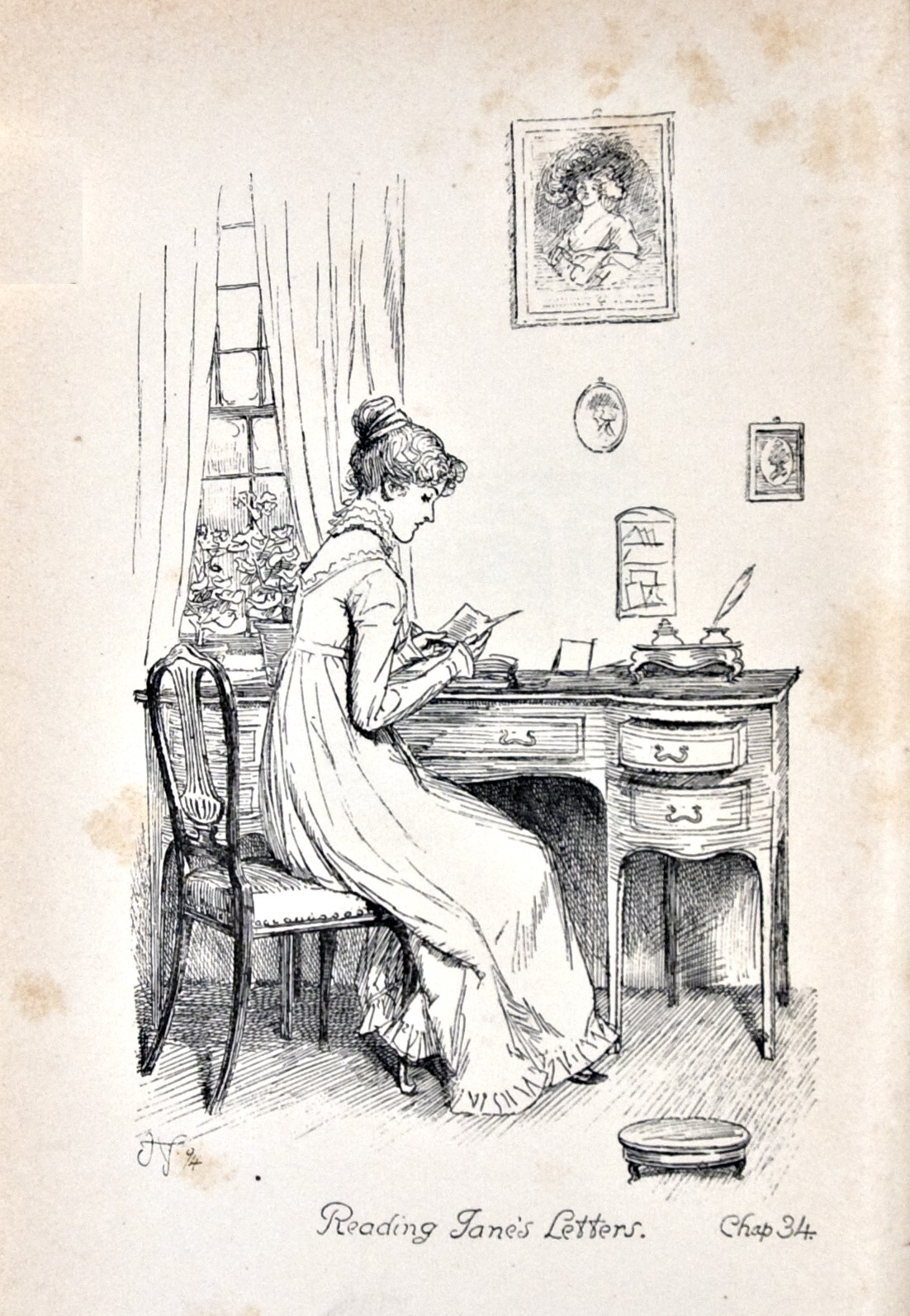
Elizabeth relit les lettres de Jane à Hunsford (Hugh Thomson, 1894)

La plupart des situations sont vues à travers son regard, son humour et ses réflexions. 
Intelligente et spirituelle, elle supporte avec philosophie et bonne humeur l'atmosphère provinciale étriquée dans laquelle il lui faut vivre. Son caractère naturellement gai la met en état de percevoir le côté humoristique ou grotesque de toute situation quelle qu'elle soit. Comme elle le dit elle-même : « j'adore rire… [mais] j'espère que je ne tourne jamais en ridicule ce qui est respectable. Les sottises et les absurdités me divertissent, je l'avoue, et j'en ris chaque fois que j'en ai l'occasion ».
Se fiant à son esprit d'observation, elle porte sur les autres un jugement assuré. Elle avoue toujours se fier à sa première impression, et son intuition est le plus souvent fondée : elle ne s'est trompée ni sur le bon caractère de Bingley (et ses sentiments pour Jane) ni sur la vanité de ses deux sœurs, ni sur la bêtise de Mr Collins, ni même sur la prétention de Lady Catherine. Mais elle s'est fourvoyée sur Darcy, rebutée et blessée par ses manières méprisantes, et sur Wickham, séduite et abusée par ses manières engageantes. Son entêtement, à cette occasion, la conduit à des erreurs de jugement qui pourraient être lourdes de conséquences.
Guère intimidée par le rang social des personnes qu'elle rencontre, qu'il s'agisse de la hautaine Lady Catherine de Bourgh, à qui elle saura tenir tête avec courage et dignité, ou de l'orgueilleux et dédaigneux Mr Darcy, dont la richesse et le pouvoir ne la troublent pas, elle prend de gros risques en refusant deux offres de mariage qui assureraient son avenir matériel (celle de Mr Collins, puis la première de Darcy), car elle attend du mariage non la sécurité mais « un vrai et solide bonheur ».

## Évolution du personnage
C'est au cours d'un des bals régulièrement organisés à Meryton que les demoiselles Bennet et leur mère rencontrent pour la première fois les nouveaux hôtes de Netherfield.

### De la naissance d'un préjugé...

#### Genèse
Mr Bingley, qui adore danser, se montre charmant et, au grand plaisir d'Elizabeth, semble beaucoup apprécier Jane. Mais elle a tout de suite vu que ses deux sœurs étaient « fières et vaniteuses » (« proud and conceited »), et l'attitude de l'arrogant Mr Darcy l'a particulièrement irritée :
il a assez impoliment refusé de danser avec cette petite provinciale obligée de rester assise un moment par manque de cavaliers, après l'avoir toisée puis dédaigneusement laissé tomber : « elle est passable, mais pas assez belle pour me tenter, moi ; et en ce moment je ne suis pas d'humeur à m'intéresser à des jeunes femmes que les autres messieurs dédaignent ». Même si elle en plaisante ensuite, elle a été profondément blessée par cette remarque, un peu trop proche de celles, peu amènes, qu'assène sa mère, mais dont rien n'indique, cependant, qu'elle ait été volontairement dite assez haut pour qu'elle l'entende. Comme tout le monde, elle a admiré le grand et élégant Mr Darcy quand il est entré dans la salle de bal, et sa froide remarque est humiliante non seulement pour la haute idée qu'elle se fait de sa propre valeur, mais pour sa « valeur » sur le marché du mariage.
Lucide, elle déclare à son amie Charlotte : « Je pourrais facilement lui pardonner son orgueil s'il n'avait mortifié le mien », mais, beaucoup plus blessée qu'elle ne veut bien se l'avouer, elle choisit de considérer la remarque de Darcy comme une marque de mépris et une impolitesse explicite. Là où l'héroïne du siècle précédent, Evelina, se serait contentée de déplorer la situation, elle réagit et contre-attaque. Mais le « préjugé » persistant qu'elle nourrit contre lui l'empêche de voir que lui, de son côté, apprécie de plus en plus sa vivacité et son intelligence, et cherche à mieux la connaître. Ayant donc des motifs personnels pour le détester, et persuadée qu'il cherche à la piéger, elle se méprend complètement sur ses avances, toujours polies cependant, et y répond avec un peu d'insolence ; mais elle est trop bien élevée pour lui montrer à quel point elle l'a pris en grippe, ce qui entretient le quiproquo. Elle est consciente aussi qu'il regarde avec condescendance son milieu provincial et juge inconvenant le comportement de sa mère, de ses jeunes sœurs et même de son père. Bien qu'elle souffre de leurs manquements, son sens de la dignité lui impose de défendre son entourage.

#### Importance de Wickham

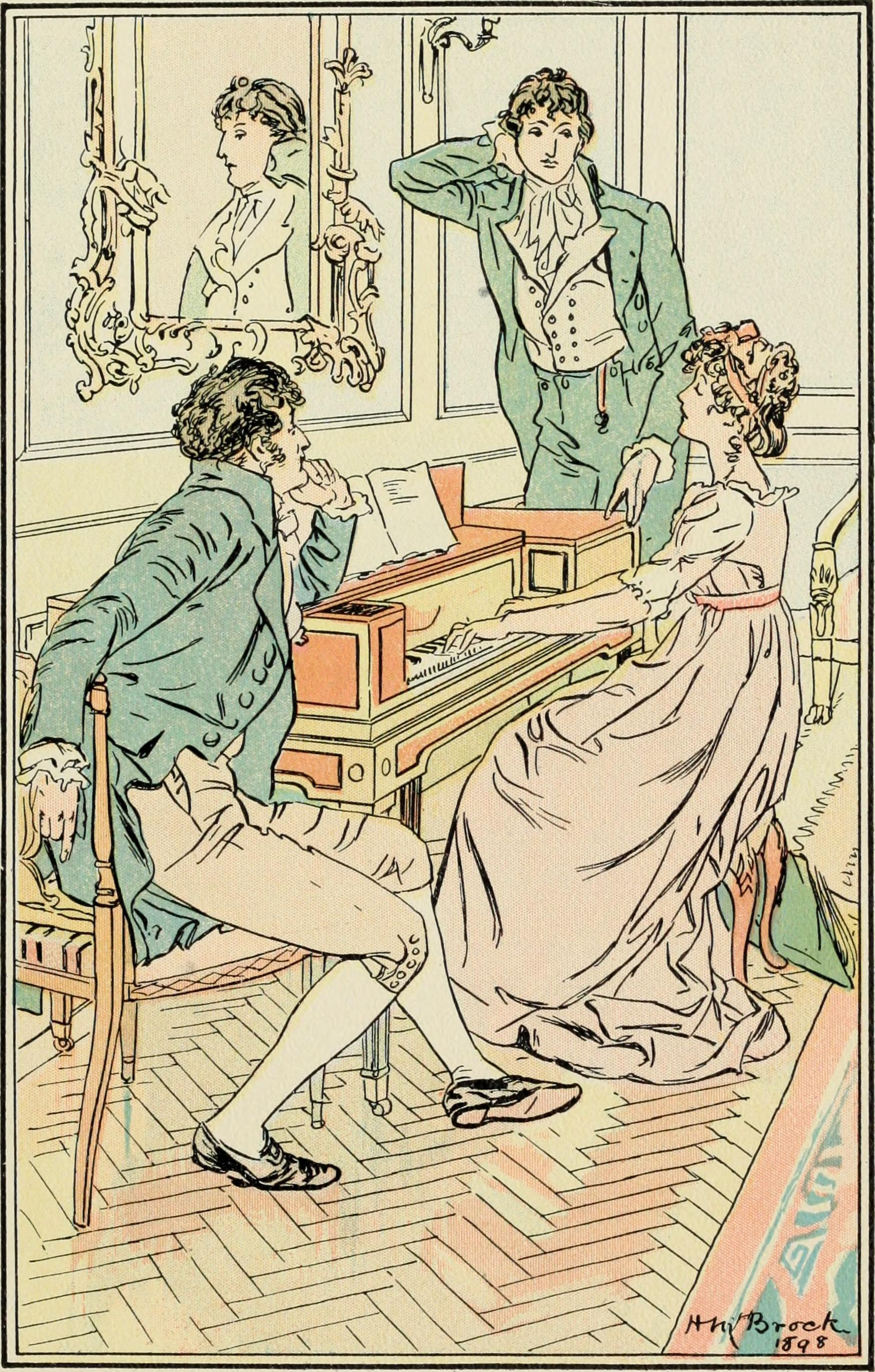
À Rosings Park, Elizabeth, qui s'est mise au piano à la demande du colonel Fitzwilliam, provoque Darcy : Il y a en moi une opiniâtreté qui refuse de trembler devant la volonté des autres. H. M. Brock (1898).

Le nouvel officier arrivé dans la milice cantonnée pour l'hiver à Meryton, Mr Wickham, conforte Elizabeth dans son jugement. Aveuglée par son préjugé, et tombée, comme les autres, sous le charme du si séduisant officier, elle est toute prête à le croire : après tout, il a passé son enfance entière à Pemberley, le domaine des Darcy. Les confidences qu'il lui fait sur la prétendue injustice qu'il a subie l'étonnent bien un peu au début, tant le fait est grave, mais révoltent son sens de la justice, et confirment l'opinion défavorable qu'elle s'est forgée de Darcy. Comme elle le reconnaîtra plus tard, l'affront que ce dernier lui a (involontairement) fait a entraîné l'idée (fausse) qu'il manque de principes, tandis que les manières charmeuses de Wickham ont été les garants de sa moralité. Flattée par l'attention qu'il lui porte visiblement, émue par ses confidences, elle ne prend pas conscience de ce qu'il y a d'inconvenant à s'épancher ainsi devant une inconnue, et ne voit pas la nécessité de vérifier leur véracité.
Le grand bal organisé à Netherfield le 22 novembre ne lui apporte aucune satisfaction : Wickham, pour qui elle s'était faite belle, car elle « s'était préparée avec enthousiasme à conquérir tout ce qui n'était pas encore soumis dans son cœur », n'est pas venu, Mr Collins lui impose sa maladresse prétentieuse, Mr Darcy, qu'elle considère comme responsable de la dérobade de Wickham, l'invite de façon si inattendue qu'elle ne trouve aucun prétexte pour échapper « à la dignité à laquelle elle était parvenue, en étant autorisée à se tenir en face de Monsieur Darcy », et sa famille se conduit avec une totale inélégance. Il lui faut ensuite supporter pendant des semaines l'humeur vindicative de sa mère, qui ne lui pardonne pas d'avoir refusé d'accéder à son plus cher désir en laissant Mr Collins se tourner vers Charlotte Lucas, et voir la souffrance silencieuse de sa sœur bien-aimée : les Bingley sont retournés à Londres pour l'hiver, et Caroline, sous couvert d'amitié, brise un peu plus le cœur de Jane, en lui confiant son « intimité croissante » avec Miss Darcy, qu'elle espère voir épouser son frère.
L'occasion de quitter l'atmosphère étouffante de Longbourn et de passer quelques semaines au printemps dans le Kent chez son amie Charlotte maintenant mariée à Mr Collins, est donc la bienvenue : elle a vraiment envie de voir comment Charlotte gère la situation au presbytère de Hunsford. Wickham l'a prévenue sur Lady Catherine de Bourgh, la prétentieuse, condescendante et dictatoriale maîtresse de Rosings Park, et Elizabeth, en la voyant, est persuadée qu'il en a fait un portrait exact. Apercevant Anne, sa fille chétive et maladive, dont il lui a appris qu'elle doit épouser Mr Darcy, elle ne peut s'empêcher de murmurer méchamment : « Elle lui conviendra très bien. C'est juste la femme qui lui faut ». Elle trouve bien bizarre et surprenant de rencontrer dans le parc plusieurs fois Mr Darcy qui passe quelque temps chez sa tante, mais quand Charlotte suggère qu'il est peut-être amoureux d'elle, cela la fait rire, car son préjugé tenace l'empêche d'interpréter correctement ses marques d'intérêt, d'autant plus que c'est maintenant l'aimable colonel Fitzwilliam, son charmant cousin, qui est l'objet de toutes ses attentions. Leurs conversations, toutefois, portent sur des sujets bien intimes, surtout celle où ils discutent en tête-à-tête du mariage de Charlotte. Mais quand elle apprend, par une confidence du colonel Fitzwilliam, le rôle qu'il a joué pour séparer Bingley de sa sœur, son aversion est à son comble.

#### Explications orageuses
C'est alors qu'il vient lui dire que, bien qu'elle soit d'une condition sociale très inférieure à la sienne, et qu'en l'épousant il est conscient de déroger, il l'aime depuis longtemps et demande sa main, persuadé égoïstement qu'elle va accepter. Abasourdie par une telle offre qui la prend totalement au dépourvu, elle en reste d'abord muette d'étonnement.
Certes, jamais personne ne pourra lui offrir mieux, mais jamais Elizabeth ne pourra condescendre à épouser un homme à qui elle a tant de reproches à faire, même pour assurer sa sécurité financière et rendre service à sa famille. Elle refuse donc, et ce refus est une attaque, pleine d'amertume et de rancœur. Il est tellement surpris qu'il demande des explications. Elle lui reproche avec véhémence son rôle auprès de Bingley et son injustice envers Wickham, il lui reproche son aigreur. Parvenant tout juste à contenir sa colère, elle l'accuse de ne pas s'être comporté en gentleman (« behaved in gentlemanlike manner ») et lui lance tout ce que, depuis le début, elle déteste en lui : « sa fierté, son orgueil », son égoïsme, son mépris des autres. Darcy découvre avec un étonnement douloureux une Elizabeth blessée, pleine de ressentiment, tellement différente de celle qu'il imaginait, qu'il ne peut que prendre congé, sans essayer de se justifier ou se défendre.

### ... aux préjugés vaincus

#### Douloureuse introspection

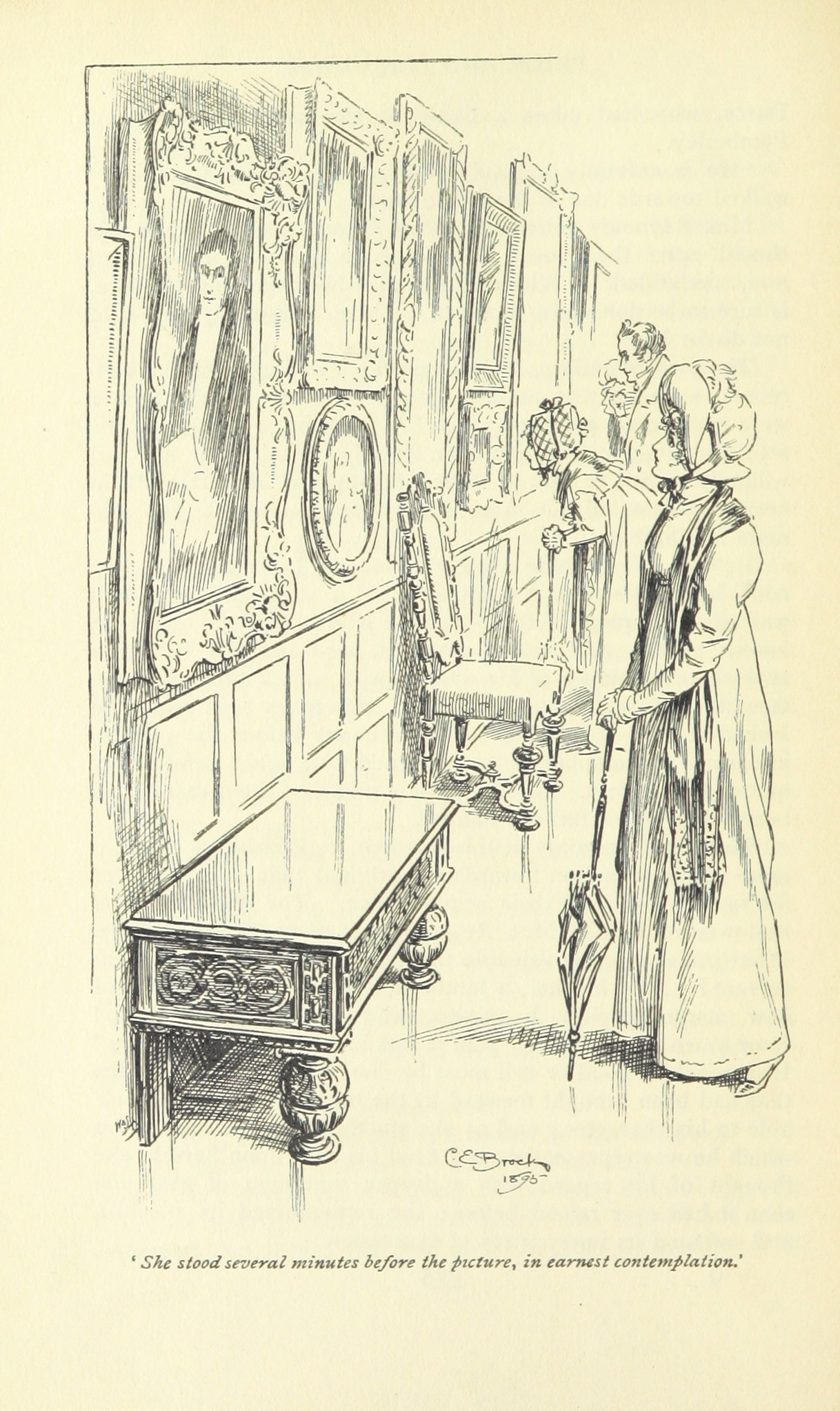
En contemplant le portrait de Darcy, Elizabeth sent fondre son ressentiment (C. E. Brock, 1895).

Elle est plutôt surprise de le rencontrer le lendemain, l'attendant dans le parc pour lui remettre discrètement une longue lettre explicative. Elle a beaucoup de mal à accepter la vérité des révélations que contient cette lettre, mais elle est bien obligée d'admettre qu'elle, « qui était si fière de [sa] clairvoyance », s'est laissé égarer par la vanité, « flattée par la préférence de l'un, froissée du manque d'égard de l'autre ». Commence alors un long processus de révision.
À partir de ce moment, même si Elizabeth ne regrette pas d'avoir refusé Mr Darcy, toujours indignée qu'elle est par le ton de sa déclaration et ce qu'elle croit savoir de son caractère, ce « mépris égoïste des sentiments d'autrui » (« selfish disdain of the feelings of others »), elle commence, à la pensée de sa déception, à ressentir un peu de compassion pour lui, et même de l'estime, pour son sens de l'honneur, sa générosité, son affection fraternelle. Elle souffre aussi de constater que Jane n'a pas oublié Bingley. Rendue plus sensible par la lettre de Darcy à l'incorrection du comportement de sa famille, notamment à l'occasion du départ du régiment, elle en arrive à comprendre, et presque à lui pardonner, son intervention auprès de son ami. Elle va même essayer, mais en vain, de faire admettre à son père qu'il est de son devoir de corriger le « comportement irréfléchi et inconsidéré » (« unguarded and imprudent manner ») de Lydia. Découragée de savoir que les travers des siens sont incorrigibles, se refusant à attrister davantage Jane en partageant avec elle ses secrets, elle se sent moralement bien seule. Elle n'a que la perspective de faire un voyage de plusieurs semaines pendant l'été avec les aimables Gardiner pour soutenir son moral. L'idée de visiter Pemberley l'inquiète cependant, car elle imagine combien elle serait gênée de rencontrer Mr Darcy, mais sa tante a bien envie de revoir le domaine, elle qui a passé une partie de sa jeunesse non loin, à Lambton.

#### Pemberley

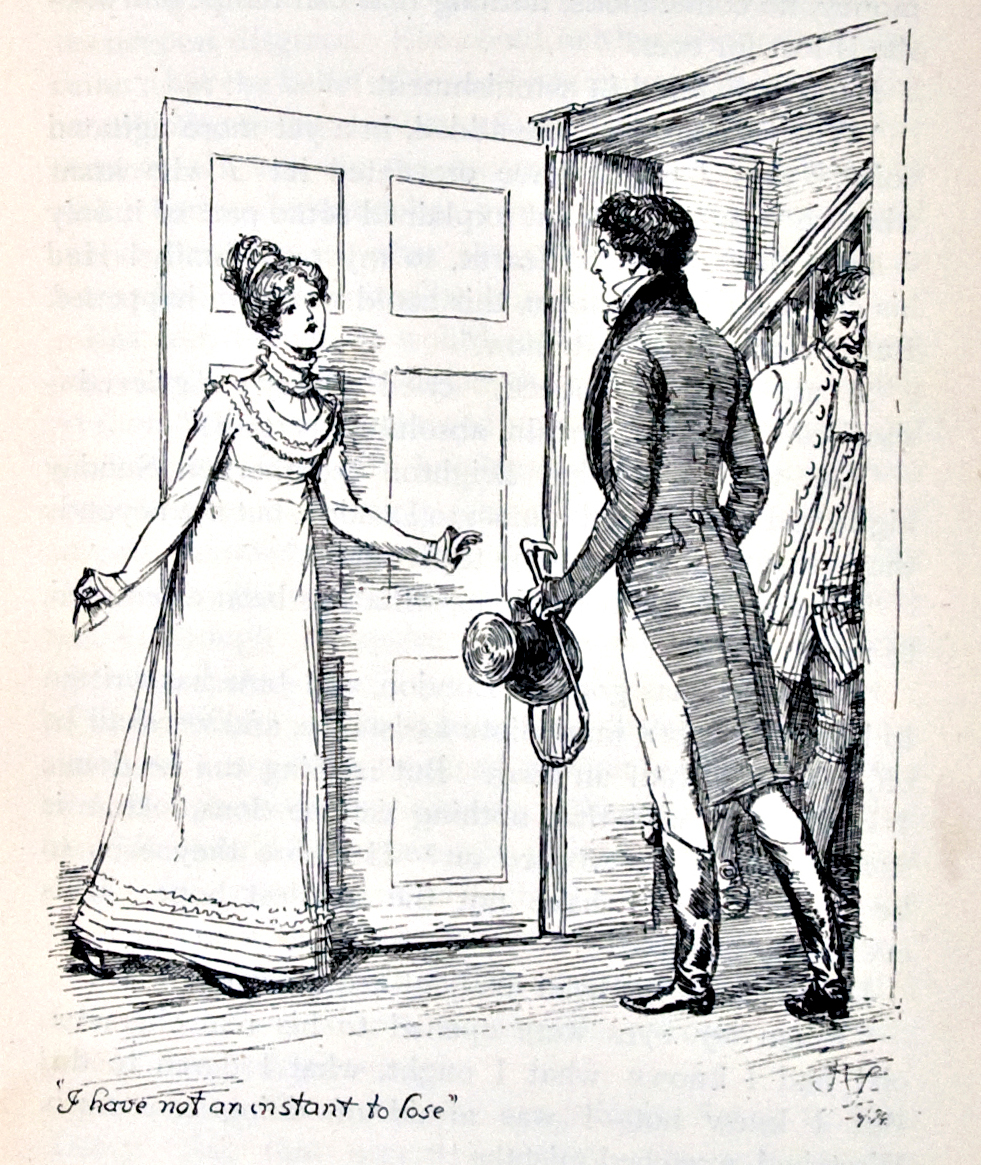
À l'auberge de Lambton, Elizabeth vient d'apprendre la fuite de Lydia et Wickham. (Hugh Thomson, 1894)

La révélation du « vrai » Darcy, commencée avec la lettre, se fait en plusieurs étapes symboliques : Elizabeth découvre d'abord le domaine, puis, se révélant au bout d'un long chemin montant, la demeure, dont la beauté esthétique et l'élégance sans prétention sont la révélation de la valeur morale du propriétaire ; ensuite, à l'intérieur, une miniature sur une cheminée (exposée à côté d'une de Wickham dont elle apprend qu'on l'y a laissée « parce que Mr Darcy [le père] l'aimait beaucoup »), puis, à l'étage, un grand portrait d'un Darcy qui a l'air de la regarder en souriant, et enfin, à l'extérieur, Darcy lui-même, qui paraît aussi surpris, ému et embarrassé qu'elle, en croisant son regard, mais prend l'initiative d'engager la conversation.
La vénération de l'intendante pour son maître, puis, dans leur rencontre inattendue, sa parfaite politesse et son attitude « plus que polie, attentionnée », à son égard et à celui des Gardiner, la troublent beaucoup ; son désir de lui faire rencontrer sa sœur Georgiana est extrêmement valorisant pour elle. À travers le style indirect libre, le lecteur suit ses réflexions : comprenant qu'il l'aime toujours, et qu'il ne lui en veut pas, elle commence à éprouver pour lui « du respect, de l'estime, de la reconnaissance ». La voix narratrice, cependant, suggère qu'Elizabeth ne montre pas autant de noble désintéressement que les héroïnes de Fanny Burney, qui mettent beaucoup d'énergie à essayer de prouver qu'elles ne se soucient ni de richesse ni de position dans le monde. Fascinée par l'harmonieuse splendeur du domaine et, rétrospectivement, consciente de la valeur de l'offre de Darcy, elle admet honnêtement qu'« être maîtresse de Pemberley, ce n'est pas rien ! » Elle a pris la pleine mesure de l'honneur qu'il lui a fait en demandant sa main, et se prend brièvement à imaginer ce qu'aurait pu y être sa vie si elle avait accepté, mais, si elle souhaite qu'il trouve le bonheur (welfare), elle n'est pas encore sûre de ses propres sentiments et « aimerait bien savoir jusqu'à quel point elle désirait que ce bonheur dépendît d'elle ».
Lorsqu'il lui rend visite à l'auberge de Lambton, elle est effondrée et désespérée : elle vient d'apprendre que Lydia s'est enfuie avec Wickham. Parfaitement consciente de l'opprobre qui va peser sur sa jeune sœur et toute la famille, elle ne peut lui cacher son désarroi et se confie à lui, au cours d'une conversation qui montre à la fois son trouble et sa confiance. Si elle se trompe sur les raisons de son silence et de son air sombre, cela n'a rien d'étonnant. À l'époque, la disgrâce d'une famille pouvait justifier la rupture de fiançailles même officialisées, et personne, Elizabeth la première, n'aurait blâmé Darcy de prendre ses distances.
Lorsqu'il prend congé en « l'enveloppant d'un dernier regard », elle s'étonne de regretter maintenant de le voir partir et songe en soupirant à l'étrangeté de leurs relations, si pleines de contradictions. Paradoxalement, c'est au moment où leur séparation semble définitive qu'elle reconnaît, en utilisant un conditionnel passé, qu'elle aurait pu l'aimer. Pourtant, elle ne cherche pas à se confier à sa tante qui s'interroge sur le degré de leur intimité ; elle a hâte de rentrer pour aider et soutenir Jane, mais ne pourra pas davantage parler avec elle de l'évolution de ses sentiments.

#### Raison et sentiments

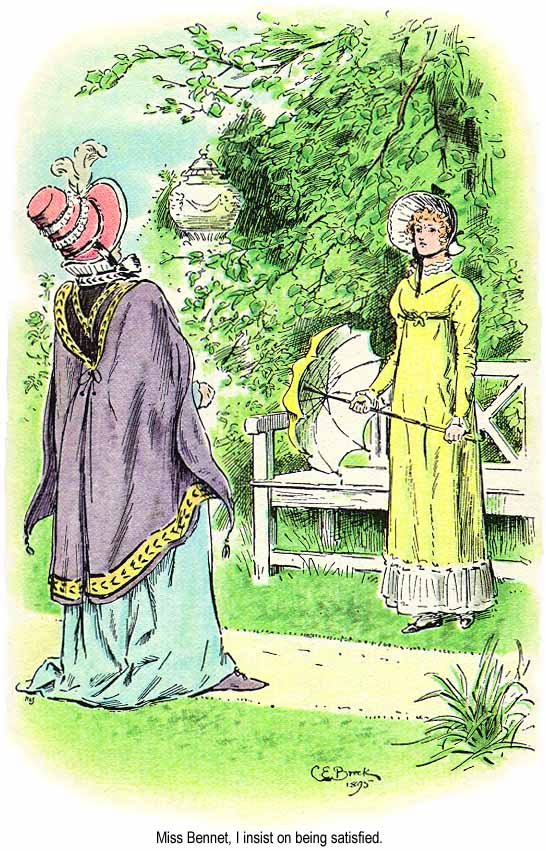
Vous me connaissez bien mal si vous pensez me convaincre avec de tels arguments ! C.E. Brock,1885.

La nouvelle que son oncle a retrouvé Lydia et Wickham et qu'ils vont bien se marier est un soulagement pour Elizabeth, même si elle considère un tel mariage comme un échec. La joie de sa mère lui paraît inconvenante, aussi inconvenante que le comportement des nouveaux époux, bien trop à l'aise pour des gens qui ont failli ruiner la réputation de la famille. Elle regrette maintenant de s'être confiée à Darcy. Elle, qui a toujours été sensible à son opinion, ne supporte pas l'idée qu'il pourrait la mépriser. Elle admet maintenant qu'il est « l'homme qui lui aurait convenu », la forme conditionnelle indiquant sa certitude qu'il ne peut, raisonnablement, accepter de devenir beau-frère de Wickham. Elle apprend donc avec stupéfaction, par une indiscrétion de Lydia, qu'il assistait au mariage et qu'il y accompagnait Wickham ; et se fait tout raconter par sa tante Gardiner. Elle ne sait que penser : son orgueil est humilié par le comportement chevaleresque de Darcy, mais elle est « fière de lui » qui a su vaincre le sien. Bingley revient finalement à Netherfield et à Longbourn, accompagné d'un Darcy bien réservé, auquel elle a très envie de parler, mais avec lequel elle n'arrive pas à communiquer, et qui s'absente rapidement, comme pour laisser le champ libre à son ami…
Désormais, Elizabeth est sûre de ses sentiments, et si Lady Catherine peut la blesser, elle ne lui fait pas peur : l'orgueilleuse aristocrate a perdu la partie. Leur affrontement donne lieu à une scène extrêmement jubilatoire. Convaincue de la validité morale de son point de vue, Elizabeth s'exprime avec courage et honnêteté, poliment mais fermement et sans la déférence que montrent habituellement les héroïnes de roman envers l'aristocratie. Après cela, il ne lui reste plus qu'à attendre le retour de Darcy, qu'elle espère sans y croire tout à fait, puis trouver l'occasion de parler seule à seul avec lui et arriver à éclaircir tout ce qui peut encore assombrir leur relation.
Il lui faut ensuite convaincre Jane, puis assurer, « les larmes aux yeux », un père sceptique et inquiet, qu'elle aime  maintenant (I do like him, I love him) cet homme qu'elle a appris à respecter et à estimer alors qu'il lui déplaisait tant un an auparavant ; apprendre aussi à supporter le ravissement de sa mère, éblouie par la fortune de son futur gendre, et les bavardages superficiels du voisinage, avant de pouvoir aller à Pemberley « jouir du confort et de l'élégance de son nouveau foyer, dans l'intimité de leur vie familiale » au milieu de sa famille de cœur.

## Traitement littéraire
Un personnage de fiction n'est pas une personne, c'est un tissu de mots, un être de papier, auquel l'auteur du roman donne l'illusion de la réalité et un rôle fonctionnel dans son récit. « De tous les matériaux de l'art, seule la langue est capable de produire l'apparence de la vie, c'est-à-dire de personnages qui vivent, parlent, sentent et se taisent » et de créer ces « ego imaginaires appelés personnages », comme l'écrit Milan Kundera dans son essai de 1986, L'Art du roman. Le personnage est rendu lisible et visible au lecteur, ce destinataire implicite à qui s’adressent les « effets de lecture programmés par le texte », par diverses techniques littéraires : éléments descriptifs fournis par la narratrice ou d'autres personnages, discours ou réflexions qui lui sont prêtés.

### Première approche
Dans le dialogue de l'incipit, entre Mrs Bennet qui ne pense qu'à marier ses cinq filles, et son mari peu disposé à aller voir le nouveau voisin, le lecteur découvre ce que représente Elizabeth pour ses parents. Elle n'est qu'un diminutif affectueux (« ma petite Lizzy ») dans la bouche de son père, qui ajoute cependant un jugement de valeur d'ordre intellectuel : « elle a un peu plus d'esprit que ses sœurs », tandis que sa mère, beaucoup plus matérielle, considère qu'« elle n'a rien de plus que les autres : elle n'est pas moitié aussi belle que Jane ni d'aussi bon caractère que Lydia ».

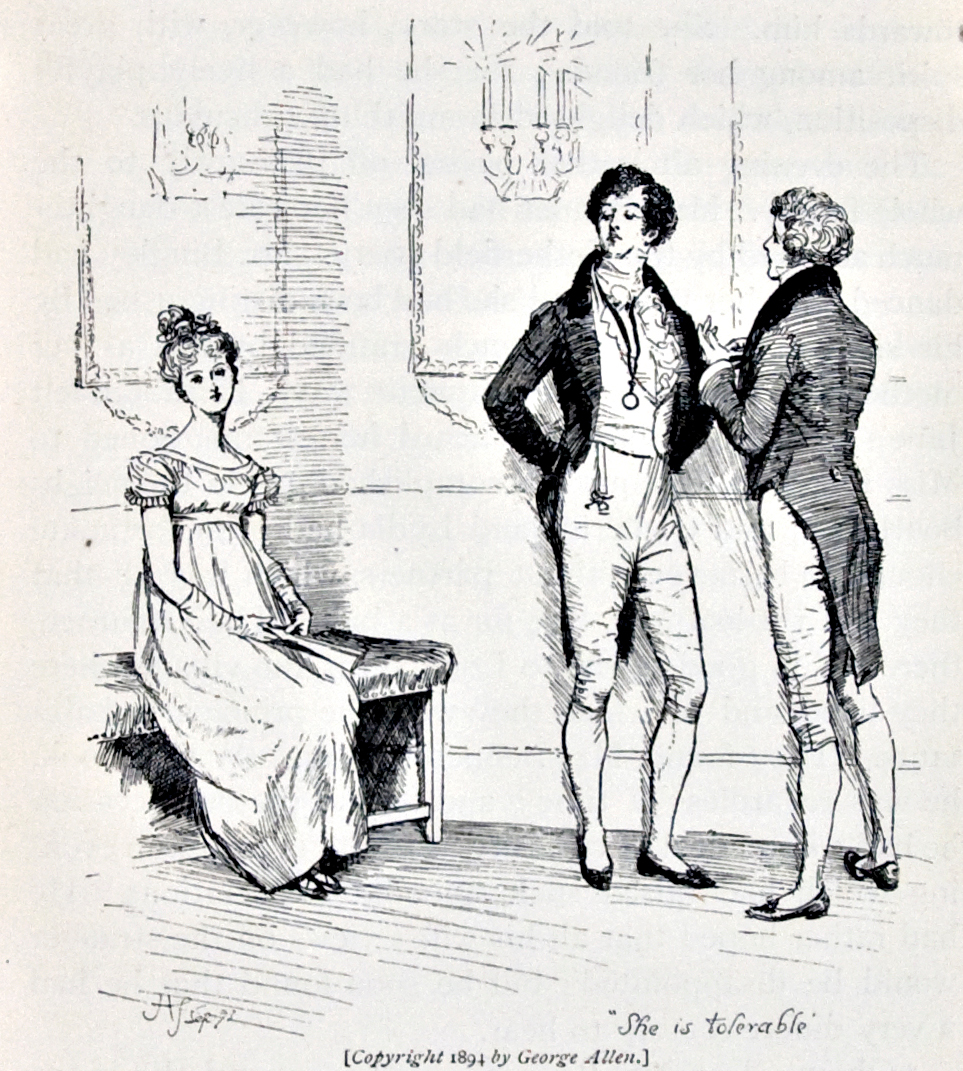
Elle est mignonne, dit Bingley, passable, rétorque Darcy.

Elle apparaît ensuite au chapitre 3, sous le regard contrasté des deux personnages masculins Bingley et Darcy, l'un la disant « très jolie », l'autre « passable, mais pas assez jolie pour [le] tenter ». La voix narratrice omnisciente prend le relais pour signaler, par une litote, ses « sentiments pas très cordiaux », la fiction romanesque ayant aussi la faculté unique de donner accès à la conscience des personnages et de dévoiler ce qu'ils pensent (c'est ce qu'on appelle la faculté de « clairvoyance »), ajoutant des éléments essentiels de son caractère : « elle raconta l'histoire à ses amies avec beaucoup de verve, car elle avait un caractère vif et enjoué, que tout ridicule ravissait. »
L'effet de réalité est accentué au chapitre suivant, par son dialogue avec sa sœur Jane. L'auteur utilise fréquemment l'opposition de deux tempéraments, l'un calme et l'autre vif, ce qui lui permet, ici, de mettre en relief, in situ, la vivacité, l'humour, ainsi que la capacité d'analyse de son personnage, la voix narratrice précisant qu'elle est « douée d'un sens de l'observation plus aigu et d'un caractère moins souple que sa sœur ». La narratrice insiste plusieurs fois sur sa « détermination », voire sa partialité et son entêtement, lui faisant dire : « Je ne veux pas en entendre davantage », « on sait exactement quoi penser » ou « je ne suis pas convaincue », ou au moins, son assurance : « elle était convaincue », « elle avait décidé ».

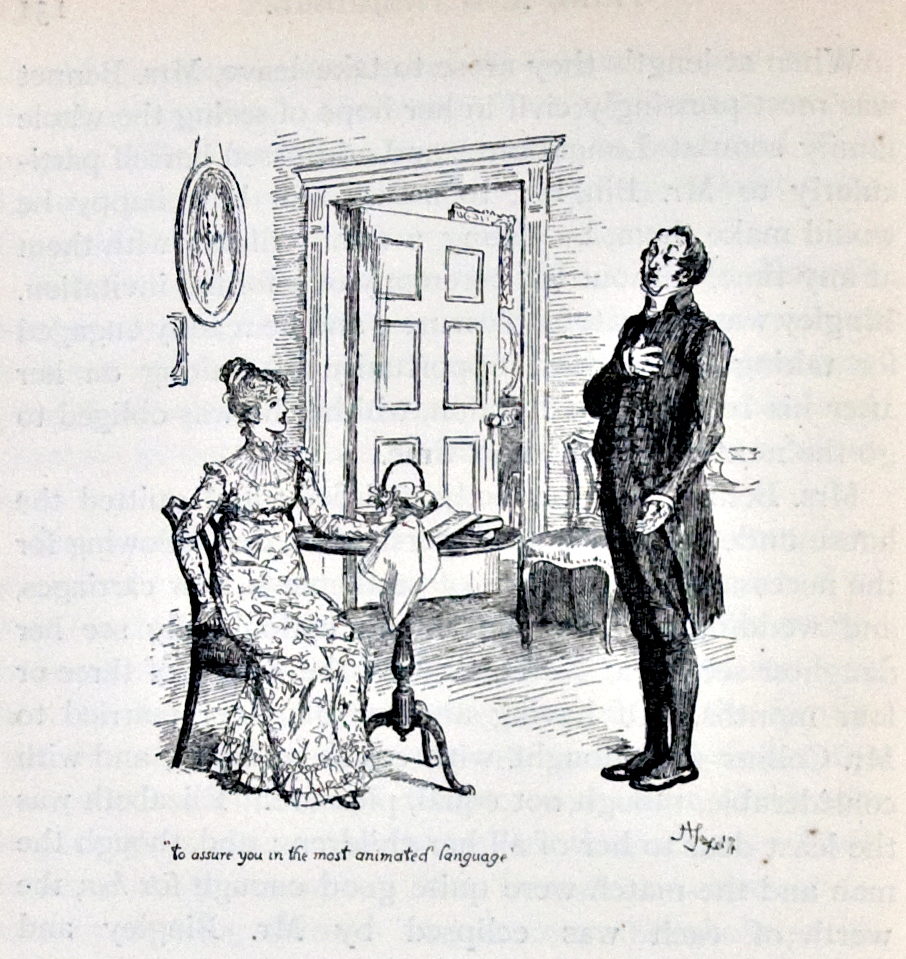
Mr Collins ne s'attend pas à être rejeté. (Hugh Thomson, 1894).

Elizabeth, qui doit apprendre, dans la tradition du Conduct Novel, à revoir ses jugements et modérer ses expressions, fait alors les frais de sa verve ironique. Elle assène des « vérités » qu'elle sera amenée à réfuter ultérieurement. Ainsi, parlant de Wickham, « il portait la vérité sur son visage » ; à Mr Collins qui ne veut pas comprendre qu'elle le refuse : « Je ne suis point de ces jeunes filles - si tant est qu'il en existe - assez imprudentes pour risquer leur bonheur sur la chance de se voir demandée une seconde fois ». Ou encore sa remarque à Charlotte, au bal de Netherfield : « Trouver aimable un homme qu'on est résolue à détester, ce serait un malheur épouvantable ! » et celle à sa tante, à Noël : « Mr Darcy a peut-être entendu parler d'une rue appelée Gracechurch Street, mais un mois d'ablutions lui semblerait à peine suffisant pour s'en purifier si jamais il y mettait les pieds ».

### Le regard privilégié
La narratrice principale met le personnage d'Elizabeth en position d'observateur privilégié. Des verbes de perception (regarder, observer, examiner, écouter, jeter un coup d'œil), ou de réflexion (croire, penser, réfléchir, avoir l'idée, trouver, reconnaître, savoir, comprendre) la caractérisent. Et ce qu'elle remarque est exprimé en focalisation interne. Ses réflexions, ses commentaires sont dévoilés à travers le monologue narrativisé ou le discours indirect libre (DIL). Le lecteur devient ainsi à son tour un témoin privilégié de ses réactions, ses sentiments, ses réflexions. À l'illusion de la vie, que donne le grand souci de vraisemblance psychologique de l'auteur s'ajoute la sympathie : il est invité à partager ses émotions et ses inquiétudes, voire à s'identifier à elle et à évoluer avec elle. 
La narratrice, et à travers elle Jane Austen, tient à ce qu'elle reste, malgré ses défauts et ses erreurs, un personnage sympathique, car Elizabeth véhicule ses propres valeurs et défend certaines de ses idées. Lorsqu'elle est décrite de façon négative, c'est exclusivement par les voix de Mrs Hurst et de Miss Bingley, qui veulent la dévaloriser auprès de Darcy et dont les jugements ne sont jamais relayés par la narratrice : dans le pacte de lecture, le lecteur est au contraire orienté à considérer positivement ses actions, sa nature, sa valeur morale. Chaque lecteur se crée d'elle une image, à partir des éléments du texte, de ses propres capacités émotionnelles et intellectuelles, mais aussi de son caractère, sa situation personnelle et l'époque où il vit. La perception et la représentation que chacun se fait d'Elizabeth sont donc subjectives, ce qui explique que le lecteur du roman puisse être déçu par l'image d'Elizabeth que donne telle ou telle actrice, si elle est trop éloignée de sa propre vision.

### Imagination et émotions
Le terme fancy est employé par Mrs Gardiner pour qualifier l'imagination d'Elizabeth, et la voix narratrice, qui la montre « s'amusant » à inventer de petits romans à partir de ce qu'elle voit, insiste sur sa vive imagination et sa tendance à interpréter. L'interprétation est toujours négative pour les mots ou les attitudes de Darcy : ainsi, elle lui trouve un « sourire dont elle crut deviner l'origine », dans leur premier tête-à-tête (en français dans le texte) à Hunsford, et « un sourire de fausse incrédulité », lorsqu'elle l'accuse d'avoir brisé le bonheur de Jane ; à Lambton, quand il a l'air préoccupé, « elle comprit aussitôt » qu'il s'éloignait d'elle. Mais la narratrice cultive l'ambiguïté : exprime-t-elle un point de vue objectif ou la pensée de son personnage ? Le lecteur ne le découvrira qu'à la fin, et cette ambiguïté invite à la relecture.
Le vocabulaire employé souligne la force, voire la violence des sentiments ressentis ou exprimés par Elizabeth, ces sentiments qu'elle devra apprendre à modérer : c'est de la « stupéfaction » (« all astonishment ») à la vue des réactions de Darcy et Wickham se rencontrant à Meryton, une « contrariété avivée » (« displeasure sharpened ») par l'absence de ce dernier au bal. La narratrice semble, ironiquement, épouser le point de vue de l'héroïne, comme dans les trois rencontres « inattendues » (« unexpected ») de Darcy dans le parc de Rosings, qualifiées de « méchanceté préméditée » (« wilfull ill-nature »). Les confidences du colonel Fitzwilliam sont écoutées « le cœur gonflé d'indignation » (« her heart swelling with indignation »), et l'« exécrable Mr Darcy » (« that abominable Mr Darcy »), est soupçonné d'être un « geôlier » pour son ami. La déclaration d'amour de Darcy crée un « étonnement au-dessus de toute expression ». Elle lui dit son « antipathie insurmontable » (« so immoveable a dislike ») lorsqu'il lui demande des explications et, lorsqu'elle lit sa lettre, elle commence par rejeter violemment son contenu comme un grossier tissu de mensonges (« the grossest falsehood »).

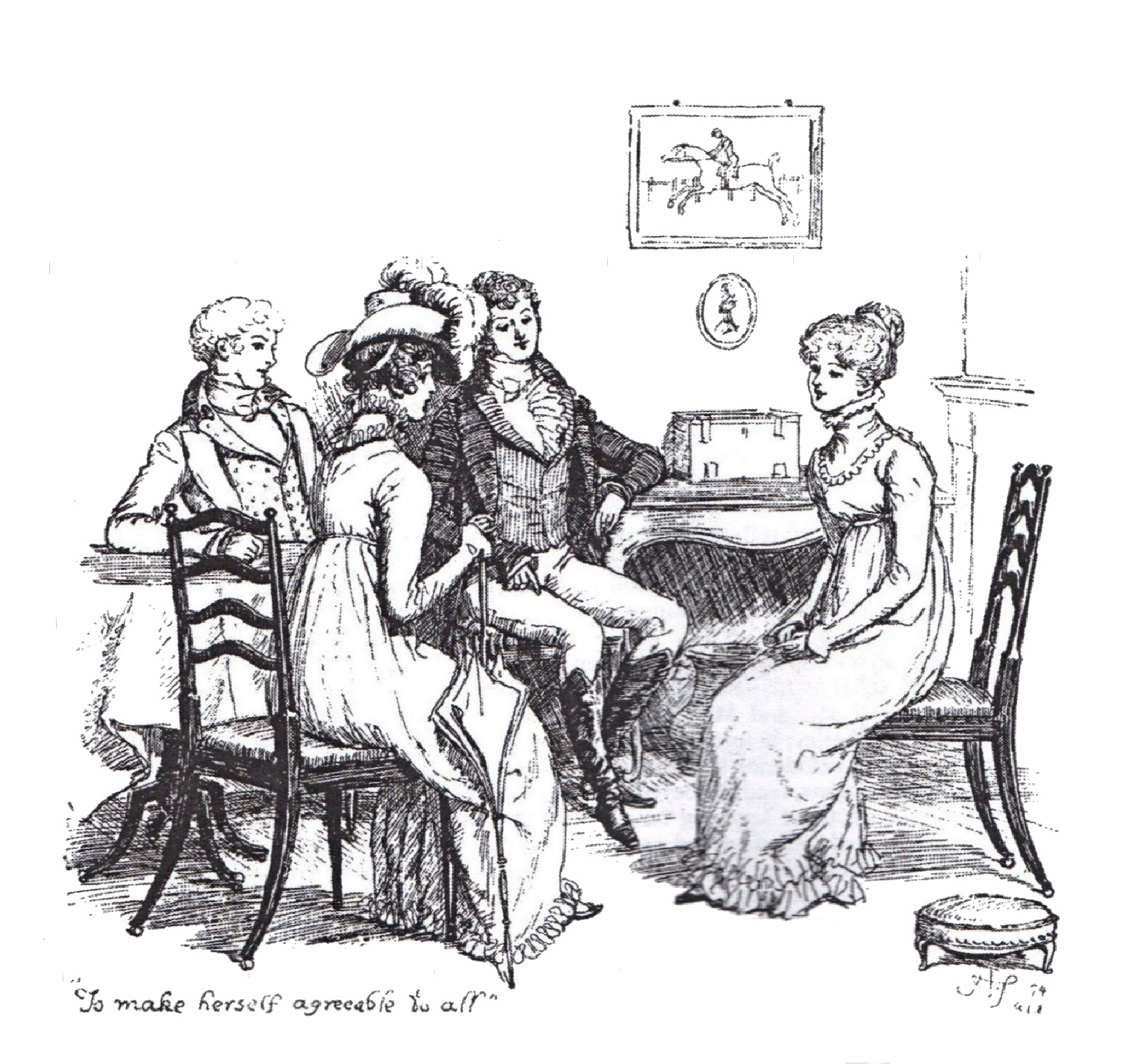
À Lambton Elizabeth voulait s'assurer des sentiments de ses visiteurs, mettre de l'ordre dans les siens et se rendre agréable à tous. (Hugh Thomson, 1894)

La lettre de Darcy est fournie au lecteur intégralement, sans commentaires. Ce dernier la relit ensuite pas à pas, en compagnie d'Elizabeth, témoin de l'évolution de ses sentiments (surprise, appréhension, horreur) au fil des relectures, des analyses des termes employés par Darcy et des parallèles avec ses propres souvenirs de Wickham, jusqu'à ce qu'elle l'accepte comme véridique. Le lecteur est invité à « entendre » ses réflexions, quand elle reconnaît, en discours indirect libre le plus souvent, s'être montrée partiale, acrimonieuse, injuste et regrette de ne pas s'être exprimée avec plus de modération. Il est mis en situation d'observateur privilégié de son trouble ; amené à suivre pas à pas sa maturation, il partage ses questionnements, son découragement, la confusion de ses sentiments et la voit perdre en partie ses moyens ou être furieuse contre elle-même.
Il a cependant périodiquement l'aide de la voix narratrice pour l'éclairer, là où Elizabeth est laissée dans le doute et l'ignorance comme le serait n'importe quel personnage réel : il sait qu'à Lambton « Bingley voulait bien, Georgiana voulait fort et Darcy voulait absolument se laisser charmer ». Il se réjouit de la voir tenir tête, avec sa logique et sa détermination habituelles, à une Lady Catherine « encore plus insolente et désagréable que d'habitude », il est satisfait d'apprendre qu'elle a retrouvé son assurance, son humour et son entrain une fois assurée des sentiments de Darcy à son égard, et leurs fiançailles officialisées.

## Analyses et commentaires
Dès le début, les avis sur le personnage sont partagés, puisque Annabella Milbanke fait une critique élogieuse du roman, alors que Mary Russell Mitford fustige le manque de goût d'Elizabeth, et les exégètes modernes hésitent entre leur admiration pour la vitalité du personnage et leur déception de la voir réprimer volontairement sa verve et se soumettre, du moins en apparence, à l'autorité masculine.

### Un personnage peu conventionnel
Dans sa lettre à Cassandra datée du 29 janvier 1813, Jane Austen écrit : « Je dois avouer qu'elle est, à mon avis, la plus délicieuse créature jamais apparue dans un livre, et je ne sais pas comment je pourrais supporter ceux qui ne l'aiment pas au moins un peu ». Ce mélange d'énergie et d'intelligence, sa gaieté foncière, sa capacité à supporter le conformisme social tout en gardant sa liberté d'esprit, en font une véritable héroïne stendhalienne, affirme Tony Tanner, qui ajoute qu'il n'y a pas beaucoup d'héroïnes anglaises dont on peut le dire. 

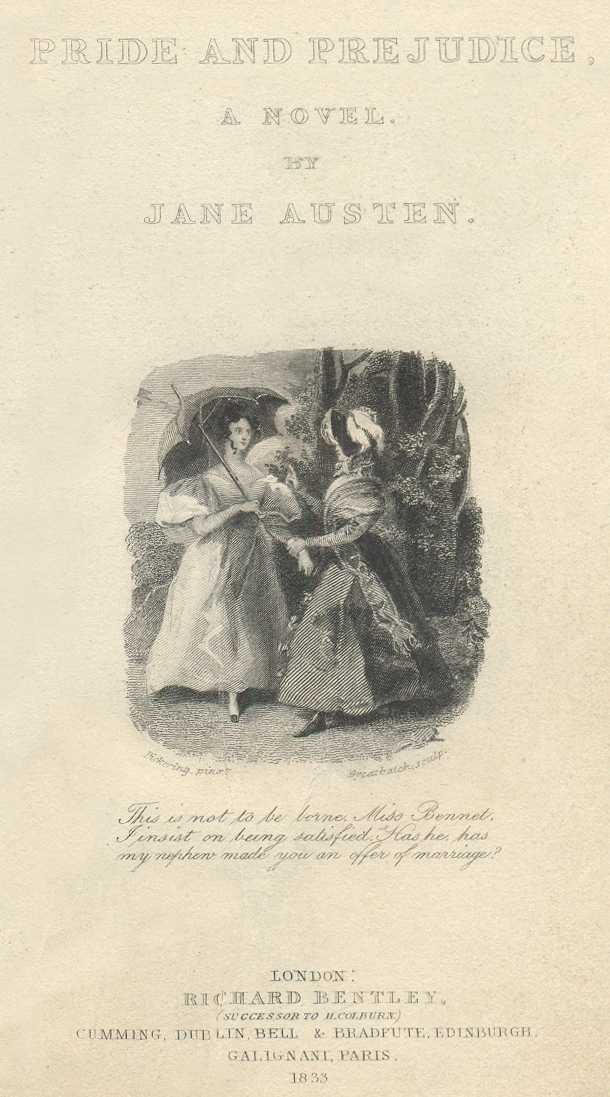
La confrontation avec Lady Catherine, une illustration de 1833.

Il n'y a pas, dans la littérature antérieure, d'héroïne aussi peu conventionnelle, aussi impertinente, selon les critères des « Manuels de conduite » (Conduct books) ou des Sermons aux jeunes femmes de James Fordyce que Mr Collins admire si fort, aussi décidée à faire son bonheur personnel et non celui de ceux qui n'ont aucune considération pour ses aspirations, que ce soient sa mère, Mr Collins, Mr Darcy (première manière), ou Lady Catherine de Bourg.  Sa réplique mordante à la noble dame qui la menace d'être « blâmée, dédaignée, méprisée » par le cercle social dans lequel elle « a la prétention d'entrer » : « l'épouse de Mr Darcy aura certainement de si extraordinaires sources de bonheur nécessairement attachées à sa situation, qu'elle n’aura, tout compte fait, aucune raison de se plaindre », montre qu'elle a une conscience aiguë de tous les avantages (sentimentaux, moraux et matériels) que lui assurerait son union avec Darcy. Elizabeth est ainsi un danger pour l'ordre social qui demande à la femme de se sacrifier, et défie la morale chrétienne qui lui demande de se soumettre. C'est aussi une des premières à exprimer aussi vigoureusement sa révolte contre les prétentions et l'arrogance aristocratiques.

### Des éléments de féminisme
Cette résistance et cette indépendance d'esprit en font donc une héroïne plutôt « féministe », même si l'emploi de ce mot est un anachronisme, puisqu'il n'existe pas à l'époque. Elle lit, elle est intelligente et spirituelle, elle est impulsive, ce que sa mère appelle avoir « des manières libres » (« wild manner »), toutes qualités qui contreviennent aux conventions sociales de l'époque. Mais elle a appris à ne pas se fier exclusivement à l'apparence, et à éviter de proférer trop vite des « mots définitifs ».

#### «Une créature rationnelle»
Elle-même se considère comme une « créature rationnelle qui dit la vérité » (comme elle essaie de le faire comprendre à Mr Collins), qui proclame son droit à « agir de la manière qui fondera [son] bonheur » selon elle, et elle seule (comme elle l'affirme à Lady Catherine), dans la lignée de la féministe la plus connue de la fin du XVIIIe siècle, Mary Wollstonecraft, laquelle soutient, dans A Vindication of the Rights of Woman, que les hommes et les femmes, dont le mariage est « le ciment de la société », devraient être « éduqués sur le même modèle ». Ses conversations en tête-à-tête avec Darcy, quand ils se trouvent seuls à Hunsford, à Lambton, voire à Longbourn, montrent une franchise et une liberté de ton uniques dans les fictions de Jane Austen et créent entre eux une sorte d'intimité et de connivence qui n'a rien à voir avec les règles de la politesse et de la bienséance.
Pourtant, Elizabeth est un personnage nuancé, voire rempli de contradictions : elle blâme Charlotte de se marier par intérêt, mais excuse Wickham de chercher à faire de même ; à Netherfield, elle félicite Bingley de volontiers se plier aux désirs d'un ami, attitude qu'elle condamne par la suite, quand le bonheur de sa sœur est en jeu. Les jugements, suggère l'auteur, sont toujours soumis aux désirs personnels.
Cependant, elle n'apparaît pas ouvertement féministe puisqu'elle se plie aux conventions sociales et applique avec naturel les règles de bonne conduite en usage dans son monde. Elle se donne cependant le droit de les juger, de s'en moquer, voire de les transgresser (comme aller à pied et seule à Netherfield pour apporter son soutien à Jane, ou refuser, avec toutes les apparences de la politesse, de danser avec Mr Darcy à Lucas Lodge) si elle le pense nécessaire, car pour elle l'élégance du cœur passe avant les règles de convenance et le décorum. Sa franchise, son impulsivité, sa « prétentieuse indépendance » (« conceited independance ») sont peut-être dénigrées par des Miss Bingley ou des Lady Catherine, mais ne peuvent qu'entraîner l'admiration de Darcy et du lecteur pour une personne capable de cette franchise et cette indépendance-là.

#### Une idéaliste raisonnable
Elle possède une bonne dose d'idéalisme, au nom duquel elle condamne fermement la prudence de son amie Charlotte Lucas, qui préfère assurer son confort matériel, et l'indécision de Bingley qui se laisse persuader par son entourage de « sacrifier son bonheur personnel ». Elle n'hésite pas à critiquer sans ménagement la conception aristocratique du mariage, la protection de la « pureté » de la famille et du nom que défend Lady Catherine, dans un âpre échange où la recherche de l'épanouissement personnel est donnée comme supérieure aux usages d'une société de castes.
Elle se montre aussi capable de réfléchir, d'apprendre en fonction de l'expérience, et d'agir en son âme et conscience. Elle reconnaît qu'elle s'est trompée en se fiant à ses premières impressions et abandonne ses préjugés, comme Darcy combat les siens, obligé de reconnaître qu'elle est son égale sur le plan intellectuel malgré la grande différence de leur situation sociale. Pour autant, Jane Austen n'a rien d'une révolutionnaire ; sa famille, appartenant à l'Église anglicane, est ouvertement tory : aussi, le pouvoir, l'indépendance d'esprit et les valeurs que son héroïne a hérités de Mary Wollstonecraft et de l'esprit des Lumières ne s'épanouissent-ils que dans les limites étroites de la sphère domestique et dans le monde idéal et patriarcal de Pemberley, un de ces « petits groupes » (« little platoon »), selon l'expression d'Edmund Burke, où sont respectées les valeurs qu'il considère comme essentielles, et qui correspondent aussi à l'idéal de Jane Austen.

## Postérité du personnage

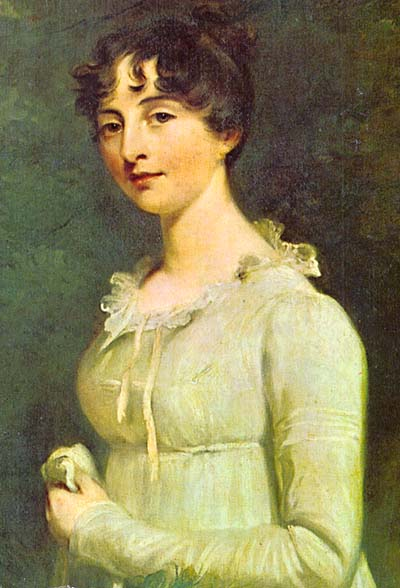
Portrait peint vers 1810 par Sir William Beechey. À cette époque, Jane Austen est à la recherche, dans les expositions londoniennes, d'un modèle pouvant correspondre à l'image très précise qu'elle se fait d'Elizabeth Bennet.

Comme Pride and Préjudice est le roman de Jane Austen le plus lu et le plus fréquemment traduit, Elizabeth est une des héroïnes féminines préférées de la littérature anglo-saxonne. Jane Austen elle-même avait une tendresse particulière pour elle et l'évoquait davantage comme un être réel que comme le fruit de son imagination : on sait qu'elle s'en faisait une idée très précise, et, dans la lettre du 24 mai 1813, adressée à sa sœur Cassandra, elle raconte sa visite de l'exposition de peinture de Spring Gardens  (où exposaient des portraitistes tels que Sir William Beechey), et celle de Sir Joshua Reynolds à Pall Mall, y cherchant en vain un portrait de « Mrs Darcy », « car j'imagine, écrit-elle, que Mr Darcy accorde trop de valeur à n'importe quel portrait d'elle pour aimer l'idée d'en exposer un à la vue du public. Il pourrait éprouver, j'imagine, un sentiment de ce genre : un mélange d'amour, de fierté et de pudeur ».

### Actualité d'Elizabeth
À la fin du XIXe siècle, notant le culte croissant dont le roman est l'objet, l'écrivain et critique américain William Dean Howells suppose que certains « préféreront Anne Elliot à Elizabeth, parce qu'ils aiment mieux voir une légère souffrance chez une femme qu'une révolte pleine d'entrain », mais ne cache pas qu'il trouve que le caractère, la nature, l'humour et l'intelligence d'Elizabeth en font « une des filles les plus intéressantes de la fiction romanesque ».
De toutes les héroïnes créées par Jane Austen, elle est la plus lumineuse, la plus indépendante, la plus subversive aussi, transgressant les conventions sociales de son époque et les codes étroits de l'idéologie patriarcale, la seule à qui l'auteur offre une véritable apothéose. À l'épilogue, elle jouit de la richesse matérielle (la seule réalité que comprend Mrs Bennet), du bonheur en ménage (tout ce que son père souhaite pour elle) et du pouvoir économique que lui confère sa situation de « maitresse de Pemberley ».
Il n'est donc pas étonnant qu'elle paraisse aux lecteurs actuels, nourris de romantisme, plus proche d'eux que les autres héroïnes austeniennes et leur parle davantage. Elinor Dashwood paraît trop sage et trop raisonnable ; le mariage de sa sœur, l'imprudente et romanesque Marianne, avec le colonel Brandon est parfois considéré comme un châtiment un peu cruel ; Catherine Morland est particulièrement naïve ; Fanny Price est jugée beaucoup trop timide et effacée ; Emma Woodhouse a beaucoup de charme mais paraît tellement poseuse et snob, et la mélancolique Anne Elliot est plus âgée et moins sûre d'elle.

### Transposition sur les écrans

#### Au cinéma

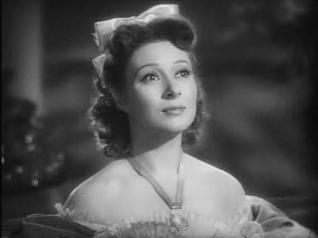
Greer Garson dans le rôle d'Elizabeth Bennet en 1940.

Elizabeth fait donc partie de ces héroïnes positives que la littérature offre à l'admiration des jeunes lectrices, et ses deux transpositions au cinéma, que ce soit la version hollywoodienne de 1940 ou celle de 2005, l'ont, en apparence, peu changée. Elles se sont contentées de moderniser son langage et de lui donner, dans la première où elle est interprétée par Greer Garson, un air plus mûr, plus pétillant et plus déluré ; dans la plus récente, où le rôle est confié à Keira Knightley, une allure très jeune, résolument romantique et sensuelle. Mais elles ont gommé tout ce qui était trop d'époque : la retenue, l'aspect Conduct Novel et les étapes de son évolution psychologique.

#### À la télévision
En revanche, les deux télé-suites tournées pour la BBC, Orgueil et Préjugés (1980) et Orgueil et Préjugés (1995), présentent un personnage plus fidèle à l'héroïne de papier, avec des différences importantes cependant, liées tant aux techniques utilisées qu'à l'époque de tournage.
L'interprétation d'Elizabeth Garvie, dans la première, est plutôt classique, comme dans la plupart des adaptations télévisuelles antérieures à 1990. L'actrice campe une héroïne blonde, jolie et intelligente, mais réservée, un peu statique, au parfait comportement de proper lady : elle est plutôt sédentaire et posée, porte des robes sages aux manches longues et aux cols montants et s'abrite sous une ombrelle pour ses promenades dans les jardins. Sa sympathie pour Wickham est visible ; son aversion pour Darcy se manifeste dans un comportement frisant l'impolitesse (elle lui tourne le dos, par exemple) et ses commentaires à Charlotte ou à Jane. On ne la voit courir qu'une fois, dans une scène qui ne correspond pas au roman, lorsqu'elle se précipite, affolée, à Pemberley, à la recherche de son oncle et avoue en sanglotant à Darcy qui l'y accueille l'enlèvement de Lydia. Ses réflexions, qui montrent l'évolution de ses sentiments pour Darcy, sont données en voix off. Comme cette version est centrée sur la famille Bennet, l'amour d'Elizabeth pour Longbourn (it's home) et sa famille est souligné ; elle se montre attentive aux siens : une confidente pour sa sœur Jane, une conseillère pour son père.
Jennifer Ehle joue au contraire une Elizabeth brune au caractère indépendant, une personnalité forte, pleine de vivacité et débordant d'énergie physique : elle rit volontiers, danse avec entrain, marche seule dans la campagne, court parfois, dévale les escaliers. Elle porte des robes qui n'entravent pas la marche, dont les décolletés généreux ajoutent une touche sexuelle troublante à son personnage. Elle défie souvent Darcy du regard dans la première moitié de la série. L'évolution progressive de ses sentiments à son égard s'exprime, après le ton irrité des commentaires à haute voix qui ponctuent la lecture de sa lettre, dans les échanges de regards dans le salon de Pemberley (« The Look »), et à Lambton, les confidences troublées à Jane, l'aveu de ses sentiments et la justification de ceux-ci auprès de son père. Elle chante à Pemberley la sérénade de Chérubin (un rôle masculin tenu par une femme). La présentation en parallèle d'une héroïne autonome qui cache son émotivité et d'un héros déstabilisé dont on découvre la sensibilité souligne une lecture résolument féministe de l'œuvre de Jane Austen.

#### Sur le Web
Première transposition du roman sous forme de web-série, The Lizzie Bennet Diaries, 100 épisodes parus sur YouTube du 9 avril 2012 au 28 mars 2013, se présente comme le blog vidéo personnel de Lizzie Bennet, jeune californienne qui prépare un diplôme en communication de masse. Elle y raconte avec humour ses relations conflictuelles avec sa mère et sa petite sœur Lydia, puis ses rapports compliquées et houleux avec le mystérieux William Darcy, riche héritier du groupe informatique Pemberley Digital et ami du nouveau locataire de Netherfield, Bing Lee, étudiant en médecine et amoureux de sa sœur aînée, la douce et jolie Jane. La série suit très fidèlement la trame du roman : le personnage de Lizzie est central, ce sont sa vision des événements et son point de vue qui sont présentés aux visiteurs de son blog. Comme l'héroïne originelle, Lizzie est gaie, intelligente et spirituelle. Elle est persuadée que les filles doivent poursuivre des études et non juste chercher à se marier avantageusement ; snobée par Darcy, elle le considère comme un douchebag (crétin, gros con) et le traite de « robot prétentieux », avant d'apprendre, au cours de leur évolution psychologique parallèle, à le connaître et revenir sur sa première impression. Lui apprend à la traiter en égale et, finalement, elle ne veut pas qu'ils ne soient que des amis ni « être avec lui parce qu'elle est reconnaissante, mais parce qu'il est lui ».

### Dans la culture populaire

#### Bridget Jones
Le plus connu de ses avatars littéraires est le personnage de Bridget Jones, l'héroïne londonienne du roman d'Helen Fielding paru en 1996 : Le Journal de Bridget Jones (Bridget Jones's Diary). Bridget est d'abord apparue dans The Independent le 28 février 1995, aussi inquiète de sa carrière professionnelle que de ses amours. Affectée par la « Darcymania » qui a suivi la diffusion du téléfilm de la BBC, Orgueil et Préjugés, elle fait une fixation sur Colin Firth. Le 3 janvier 1996, Helen Fielding fait apparaître Marc Darcy pour la première fois dans les colonnes du journal. Le parallèle avec l'intrigue et les personnages d'Orgueil et Préjugés est plus marqué dans le roman, et dans le film du même nom, sorti en 2001.
Si Bridget est plus âgée, plus romantique, plus écervelée et moins sûre d'elle qu'Elizabeth, elle a aussi une mère vaine et un peu fofolle qui ne pense qu'à la marier. Elle est amoureuse de son patron, un séduisant jeune premier aussi hypocrite que Wickham, qui l'a trompée en lui faisant croire que Marc Darcy, riche avocat international, est un homme froid et prétentieux qui a jadis trahi sa confiance et a commis un acte impardonnable. Helen Fielding a d'ailleurs écrit dans le Daily Telegraph du 20 novembre 1999, lors de la sortie de la suite, Bridget Jones : L'Âge de raison : « J'ai piqué sans vergogne l'intrigue dans Orgueil et Préjugés pour le premier roman. Je trouve qu'elle a été parfaitement bien agencée depuis plusieurs siècles et [Jane Austen] ne m'en voudrait sûrement pas ». Si les réactions, le vocabulaire et le comportement de Bridget sont bien ceux d'une jeune femme « moderne », le succès du roman d'Helen Fielding et du film montrent qu'un des thèmes traités par Jane Austen reste d'actualité pour des célibataires actuelles que leur vie professionnelle ne suffit pas à combler et qui rêvent de trouver un compagnon acceptable, à défaut du prince charmant.

#### Coup de foudre à Bollywood
Le thème de Coup de foudre à Bollywood, film indien de 2004 dont le titre original, Bride and Prejudice, fait explicitement référence au roman, est le mélange des cultures dans l'Inde contemporaine : l'héroïne, une indienne du Penjab, Lalita Bakshi (jouée par Aishwarya Rai) défend fièrement l'« Inde véritable » contre un William Darcy américain (Martin Henderson) qui considère les Indiens comme des inférieurs et se conduit en impérialiste occidental. Elle le soupçonne en outre de désirer une femme servile et soumise, alors qu'elle aspire à un mariage et une indépendance à l'occidentale. « I just want a man with real soul / Who wants equality and not control », chante-t-elle (« Je désire seulement un mari qui ait du cœur, qui veuille l'égalité et non la domination »). Elle apprendra à modérer ses attaques contre l'invasion des valeurs américaines, tandis qu'il réussira à mélanger harmonieusement les deux cultures.

#### Orgueil et Quiproquos
Dans Orgueil et Quiproquos (mini-série de 2008, dont le titre original est Lost in Austen), Elizabeth Bennet, qu'Amanda Price remplace dans le monde de Pride and Prejudice, est projetée dans Hammersmith au XXIe siècle, s'y trouve à l'aise et découvre sur Google qu'elle est mariée à « Mr Fitzwilliam Darcy of Pemberley » depuis deux cents ans ;  à défaut de rester au XXIe siècle, puisque Amanda la ramène à Longbourn dans l'Angleterre georgienne, elle envisage la possibilité d'y retourner, avec la bénédiction de son père. Cette série, qu'on pourrait considérer, précise Laurie Kaplan, comme une amusante « parodie d'un pastiche d'une moquerie d'un simulacre » (« parody of a pastiche of a mockery of a sham »), se moque en fait d'un culte « grincheux » de Jane Austen, le Janeitism, et montre que la génération des 15-35 ans, la Génération Y que les anachronismes ne choquent pas et qui surfe sur Internet, a la nostalgie d'un monde moins trépidant où existaient la courtoisie et les bonnes manières.

### Citations originales
1. ↑  « She is tolerable; but not handsome enough to tempt me; and I am in no humor at present to give consequence to youngs ladies who are slighted by other men »[30].
2. ↑  « I am sure she is not half so handsome as Jane » (Je suis sûre qu'elle n'est pas moitié aussi jolie que Jane)[19].
3. ↑  Citation originale : « She had dressed with more than usual care, and prepared in the highest spirits for the conquest of all that remained unsubdued of his heart »[39].
4. ↑  « with only one serious, parting look ».
5. ↑  « I must confess that I think her as delightful a creature as ever appeared in print, and how I shall be able to tolerate those who do not like her at least I do not know ».
6. ↑  « the wife of Mr Darcy must have such extraordinary sources of happiness necessarily attached to her situation, that she could, upon the whole, have no cause to repine ».
7. ↑  « I am disappointed, for there was nothing like Mrs. D. at either. I can only imagine that Mr. D. prizes any picture of her too much to like it should be exposed to the public eye. I can imagine he would have that sort of feeling - that mixture of love, pride, and delicacy »[122].
8. ↑  « Insufferable presumption! Hateful man! Insufferable! ».
9. ↑  « I shall never see him again. ».
10. ↑  « I cannot bear to think that he is alive in the world and thinking ill of me. ».
11. ↑  « My feelings… oh! my feelings are so different! ».
12. ↑  « I do like him. I love him. Indeed, he has no improper pride […] He is truly the best man I have ever known. ».
13. ↑  « William Darcy, I dont wanna be just friends and I don't wanna be with you because I'm grateful. I wanna be with you because of you »[135].
14. ↑  « I shamelessly stole the plot from Pride and Prejudice for the first book. I thought it had been very well market-researched over a number of centuries and she probably wouldn’t mind ».